# Olga Merediz
Olga Merediz (Guantánamo, 15 februari 1956) is een Cubaanse/Amerikaanse actrice.

## Biografie
Merediz is geboren in Guantánamo Bay in Cuba maar is opgegroeid in Puerto Rico, dit omdat haar ouders Cuba verlaten hebben als vluchtelingen.
Merediz begon met acteren in het theater, zij maakte haar debuut op Broadway. In 1984 speelde zij in de musical The Human Comedy. Hierna speelde zij nog meerdere rollen op Broadway en off-Broadway.
Merediz begon in 1984 met acteren voor televisie in de film The Brother from Another Planet. Hierna heeft zij nog meerdere rollen gespeeld in films en televisieseries zoals Boomerang (1992), Marvin's Room (1996), Center Stage (2000), Imaginary Heroes (2004) en Mr. Popper's Penguins (2011).

## Filmografie

### Films
Uitgezonderd korte films.
- 2023 Somebody I Used to Know - als Joanne 'JoJo'
- 2021 Encanto - als de Zangstem van Abuela Alma
- 2021 In the Heights - als Abuela Claudia
- 2019 Fair Market Value - als Missy Goya
- 2017 Humor Me - als waarzegster
- 2017 Fair Market Value - als Missy Goya
- 2017 The Light of the Moon - als Mariana
- 2016 Adrift - als Sorida
- 2016 Urge - als schoonheidsspecialiste
- 2016 Custody - als Joyce
- 2014 Fugly! - als mama
- 2014 Like Sunday, Like Rain - als Esa
- 2014 Top Five - als Gladys
- 2014 The Angriest Man in Brooklyn - als Jane
- 2012 The Place Beyond the Pines – als Malena
- 2012 One for the Money – als Rosa Gomez
- 2011 G.W.B. – als moeder van Ana
- 2011 Mr. Popper's Penguins – als kinderjuf
- 2010 Remember Me – als professor van Aidan
- 2009 Au Pair 3: Adventure in Paradise – als Teresa
- 2006 A Guide to Recognizing Your Saints – als tante Mary
- 2004 Imaginary Heroes – als Maria
- 2002 Apartment#5C – als Jenny
- 2002 Changing Lanes – als Mevr. Miller
- 2001 K-PAX – als verkeersagente
- 2000 Requiem for a Dream – als secretaresse van Malin & Block
- 2000 Center Stage – als receptioniste bij ABA
- 2000 Isn't She Great – als Mevr. Ramirez
- 1999 Music of the Heart – als moeder van Ramon
- 1999 Cosas que olvidé recorder – als Carmela
- 1997 States of Control – als vrouw die beroofd wordt
- 1997 White Lies – als vrouw achter raam
- 1996 Marvin's Room – als vrouw in schoonheidssalon
- 1996 Evita – als Blanca
- 1996 The Sunshine Boys – als Sue
- 1995 Drunks – als voorzitster
- 1994 Angie – als Roz
- 1992 Boomerang – als beveiligster
- 1991 City of Hope – als Nidia
- 1991 The Super – als vrouw
- 1990 Q & A – als Mevr. Valentin
- 1989 Babycakes – als vrouw die uitcheckt
- 1988 The Milagro Beanfield War – als inwoonster van Milagro
- 1984 The Brother from Another Planet – als cliënte van Noreen

### Televisieseries
Uitgezonderd eenmalige gastrollen.
- 2022 - 2023 Alma's Way - als Dona Carmen - 3 afl.
- 2022 Blockbuster - als Connie - 10 afl.
- 2020 - 2021 Diary of a Future President - als Francisca - 2 afl.
- 2017 - 2021 Law & Order: Special Victims Unit - als rechter Roberta Martinez - 6 afl.
- 2019 - 2020 Bull - als rechter Ollis - 2 afl.
- 2018 - 2019 New Amsterdam - als bewaakster Gloria Salazar - 2 afl.
- 2014 - 2019 Orange Is the New Black - als Lourdes - 6 afl.
- 2017 - 2019 Brooklyn Nine-Nine - als Julia Diaz - 2 afl.
- 2017 - 2018 Stuck in the Middle - als Abuela - 2 afl.
- 2017 Bounty Hunters - als Maria - 5 afl.
- 2016 - 2017 Shades of Blue - als Lorena Zepeda - 3 afl.
- 2014 Saint George - als Alma - 10 afl.
- 2008 – 2009 Law & Order – als rechter Allard Harper – 2 afl.
- 2004 The Jury – als Leticia Schikert – 2 afl.
- 2003 Hope & Faith – als Gloria - 3 afl.
- 1995 Central Park West – als Anne – 2 afl.

## Theaterwerk opBroadway
- 2008 In the Heights - als Abuela Claudia
- 2004 Reckless – als Trish
- 2002 – 2003 Man of La Mancha – als de huisvrouw
- 2001 – heden Mamma Mia! – als Rosie (understudy)
- 1987 – 2003 Les Misérables – als Madame Merediz (understudy)
- 1984 The Human Comedy – als Mexicaanse vrouw

- Biblioteca Nacional de España: XX1493402
- International Standard Name Identifier: 0000 0000 4108 2816
- Library of Congress Control Number: n2008004136
- MusicBrainz: 839896cf-32a5-4321-b898-1c3355019537
- Nationale Bibliotheek van Tsjechië: xx0281518
- Nationale Bibliotheek van Israël: 987007422535005171
- Virtual International Authority File: 41307589
- WorldCat: E39PBJpPx6WGbHtjx8C3RPVBfq